# Pointe de l'Espiguette
La pointe de l'Espiguette est un vaste massif dunaire camarguais, aujourd'hui protégé, situé entre la Mer Méditerranée et une zone humide faite d'étangs et de marais, typique de la Camargue. Ces derniers sont le refuge d'espèces d'amphibiens menacées et forment un important site de nidification pour les oiseaux. 
Le site est localisé à l'est du Grau-du-Roi, en Petite Camargue, dans le département du Gard et à l'ouest de l'embouchure du Petit-Rhône sur près de 18 km de long et sur plusieurs centaines d'hectares. L'Espiguette est un site naturel sauvage, préservé mais fragile. Ses plages, préservées de l'urbanisation, attirent chaque année de très nombreux touristes et baigneurs. 
Le phare de l'Espiguette, visible à plusieurs kilomètres de distance, est l'édifice majeur du site.

## Accès
La RD 255 reliant le phare au Grau-du-Roi a été réaménagée entre 2011 et 2013 avec notamment le renouvellement du bitume en très mauvais état et la création d'une voie verte sur cet axe fortement fréquenté l'été par les cyclistes.
Le parking de sable de plusieurs centaines de places est payant d'avril à octobre de 7 h 30 à 18 h 45. Il en coute 7 € pour une voiture simple à l'été 2023. Il n'y a pas de douches. Une plage naturiste du club Hélio-Marin de Nîmes est installée au niveau des épis, à l'extrémité Est.
Grâce à sa situation avancée sur la mer, la plage de l'Espiguette est très appréciée des surfeurs et kite-surfeurs. La houle y est, en effet, bien plus prononcée et les vagues plus importantes par vent marin que dans le golfe d'Aigues-Mortes (de Carnon à Port-Camargue).

## Histoire
Ce site est le résultat de l'accumulation d'alluvions du Rhône et de ses deltas. 
Il a été progressivement acquis à partir de 1978 par le conservatoire du littoral.

## Écologie
Il s'agit désormais d'un site naturel classé et préservé appartenant au conservatoire du littoral. Il est composé de remarquables massifs dunaires et de zones marécageuses constituant une zone méditerranéenne inédite à préserver. Toutefois, 66 000 m3 d'hydrocarbures sont stockés dans six cuves sur ce site classé. Elles servent de réserve pour l'OTAN depuis sa mise en service en 1962. Il est actuellement géré par Trapil.
Le site a longtemps été affecté par une forte pression touristique, urbanistique et agricole. Le site est également soumis aux aléas climatiques, vents et courants marins, qui affectent directement le cordon dunaire.
La valeur du site est désormais clairement identifiée et intégrée dans différents programmes de préservation. Le site est ainsi couvert par la ZNIEFF Camargue gardoise n°910011531, inclus dans les sites Natura 2000 « Petite Camargue gardoise » (SIC FR9101406) et « Petite camargue laguno-marine » (ZPS FR9112013).  
Les bancs sableux marins qui lui font face sont également préservés sur 8 970 hectares dans le cadre de Natura 2000.   

### Faune
- Psammodromus
- Crapaud calamite

### Flore
- Euphorbe maritime
- Oyat
- Panicaut maritime
- Lis de mer
- Tamaris
- Pin parasol

## Gestion
Le site naturel de l'Espiguette est principalement géré par la commune du Grau-du-Roi, à laquelle s'associe le conservatoire d'espaces naturels du Languedoc-Roussillon. 
Afin de trouver un équilibre entre l'accueil des flux touristiques sur cette portion du littoral et la préservation écologique du site, 525 hectares de dunes et de marais ont été acquis progressivement par le Conservatoire du littoral à partir de 1978. De plus, la pointe de l'Espiguette fait partie intégrante de l'opération « Grand site » en Camargue gardoise, dont le dossier est confié au Syndicat mixte pour la protection et la gestion de la Camargue gardoise. Le site est également identifié parmi les bénéficiaires du programme régional Litoral 21.